# Schäßburger Klosterkirche

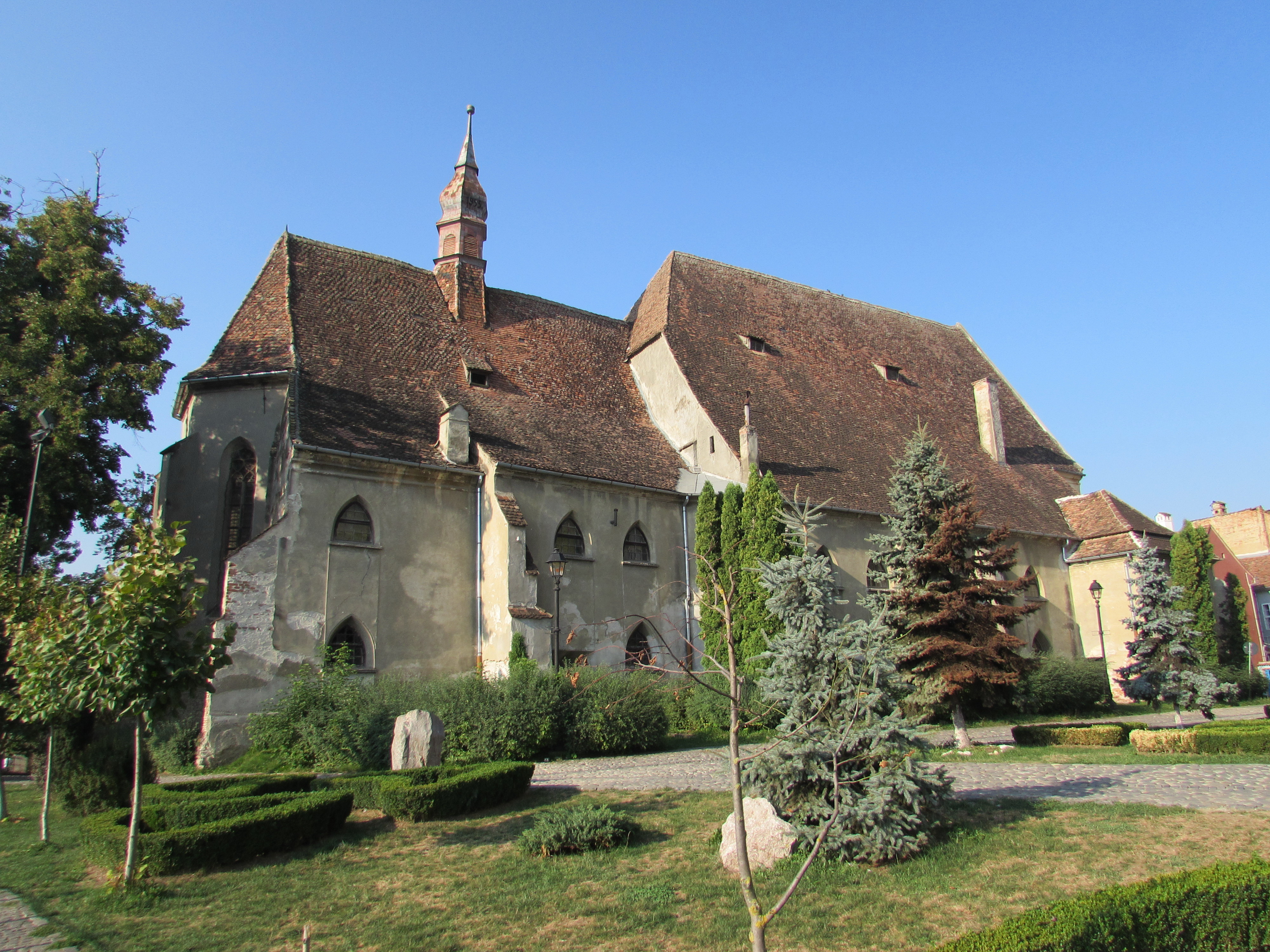
Schäßburger Klosterkirche, Nordseite

Die Klosterkirche von Sighișoara in Siebenbürgen, Rumänien, ist ein Teil des historischen Zentrums („Burg“) der Stadt, das seit 1999 als UNESCO-Weltkulturerbe gelistet ist. Die ehemalige Kirche des Dominikanerklosters und heutige evangelische Stadtpfarrkirche wurde anstelle eines Vorgängerbaus aus dem 13. Jahrhundert in den Jahren 1492 bis 1515 im gotischen Stil erbaut. 

## Baugeschichte
Das Dominikanerkloster wurde 1298 erstmals in einem Ablassbrief von Papst Bonifatius VIII. urkundlich erwähnt; zu dieser Zeit bestand schon eine Maria geweihte Kirche. 1492 bis 1515 wurde diese zu einer dreischiffigen Hallenkirche umgebaut. 1556 wurde das Kloster aufgelöst und der Besitz säkularisiert. 1676 zerstörte ein Brand die Kirche, 1678–1679 wurde sie in barockem Stil wieder aufgebaut und erhielt seitliche Emporen. 1723 wurde das Kloster auf Anordnung der habsburgischen Verwaltung dem Franziskanerorden übergeben. 1886 wurde das Kloster abgerissen und an seiner Stelle das heutige Präfekturgebäude erbaut. 1928–1929 wurde die Kirche renoviert.

## Baubeschreibung
Der Chorraum weist nach Nordosten; die Achse des Kirchenschiffs weicht um 4° gegen die des Chors ab. Ursprünglich grenzte der Kreuzgang des Klosters im Südosten an die Kirche. Der Bau ist 44,5 m lang, die Schiffe sind 12,6 bzw. 13,2 m breit. Im Chor und in der Sakristei sind die ursprünglichen spätgotischen Gewölbe erhalten.

## Innenausstattung
Die Innenausstattung wurde nach dem Brand von 1676 neu ausgeführt. Der Barockaltar (aufgestellt 1681) ist ein Werk des Hermannstädter Malers Jeremias Stranovius, desgleichen die Brüstung und der Schalldeckel der Barockkanzel. Das Chorgestühl weist Intarsienschmuck der Birthälmer Werkstatt auf. Ein bronzenes Taufbecken in Kelchform stammt aus dem Jahre 1411. In der Kirche befindet sich eine Sammlung Siebenbürger Teppiche aus dem 16. und 17. Jahrhundert.

## Orgel
Der barocke Orgelprospekt ist ein Werk des Schäßburger Meisters Johannes Fest und weitgehend original erhalten. Dahinter befindet sich ein spätromantisches Orgelwerk der Gebrüder Rieger von 1905. Das Kegelladen-Instrument verfügt über 35 Register auf drei Manualen und Pedal mit pneumatischer Register- und Spieltraktur. Nach einer grundlegenden Restaurierung, vor allem mit Hilfe der Schweizerische Stiftung für Orgeln in Rumänien (SSOR), konnte das Instrument im Rahmen der Schäßburger Kulturtage am 2. Juni 2019 durch Bischof Reinhart Guib und Stadtpfarrer Hans-Bruno Fröhlich neu geweiht und der Gemeinde übergeben werden.
Die Disposition lautet wie folgt:
| I Manual       |     |
| Bourdon        | 16′ |
| Principal      | 8′  |
| Concertflöte   | 8′  |
| Fugara         | 8′  |
| Dolce          | 8′  |
| Gedeckt        | 8′  |
| Octave         | 8′  |
| Rohrflöte      | 4′  |
| Cornett III–IV |     |
| Mixtur IV      |     |
| Trompete       | 8′  |

| II Manual            |     |
| Quintatön            | 16′ |
| Principal            | 8′  |
| Gamba                | 8′  |
| Salicional           | 8′  |
| Flûte Harmonique     | 8′  |
| Octave               | 4′  |
| Gemshorn             | 4′  |
| Harmonia aetherea IV |     |
| Clarinette           | 8′  |

| III Manual      |    |
| Geigenprincipal | 8′ |
| Liebl. Gedeckt  | 8′ |
| Aeoline         | 8′ |
| Vox coelestis   | 8′ |
| Fl. traverse    | 4′ |
| Flageolett      | 2′ |
| Oboe            | 8′ |

| Pedal        |     |
| Contrab.     | 16′ |
| Violon       | 16′ |
| Subbaß       | 16′ |
| Octavbaß     | 8′  |
| Principalbaß | 8′  |
| Cello        | 8′  |
| Octave       | 4′  |
| Posaune      | 16′ |

- Koppeln: II/I, III/I, Super II/I, Sub III/I, I/P, II/P, III/P
- Spielhilfen: freie Kombination, feste Kombinationen: p, mf, f, ff, Tutti, Crescendo